# حرکت اشتباه (مجموعه تلویزیونی)
حرکت اشتباه (انگلیسی: Bad Move) یک مجموعهٔ تلویزیونی کمدی موقعیت بریتانیایی است که در سال ۲۰۱۷ از شبکهٔ آی‌تی‌وی پخش شد.

## بازیگران
- جک دی
- کری گادلیمن
- مایلز جاپ
- مانجیندر ویرک
- شان والش
- فیلیپ جکسون
- سو وینسنت